# Dirk Sterenberg
Dirk Louis Sterenberg (Amsterdam, 15 juli 1921 – Hoorn (Noord-Holland), 23 december 1996) was een Nederlands architect en beeldhouwer.
Voor enkele bruggen in Amsterdam, zoals de Hortusbrug, Vaz Diasbrug en Latjesbrug heeft Sterenberg, als bouwkundig ontwerper, samengewerkt met Herman van der Heide, als ontwerper van de brugleuning. Beiden waren actief lid van de Liga Nieuw Beelden.

## Bruggen
Hij heeft meer dan 200 bruggen op zijn naam staan.

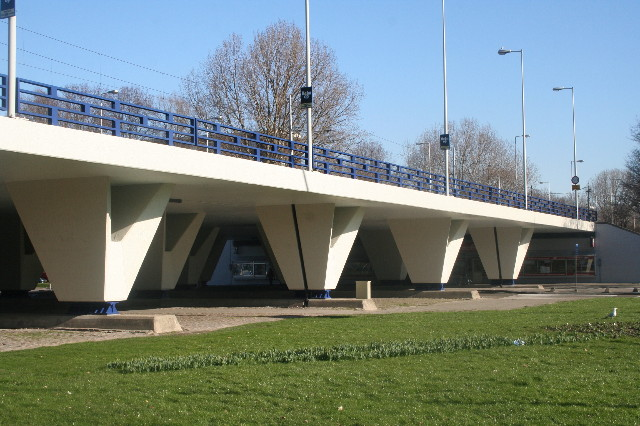
Viaduct Johan Huizingalaan

- Westerdoksluis (brugnummer 314), Amsterdam-Centrum (1960, deze brug kan ook van Dick Slebos zijn)
- Hortusbrug (brugnummer 239), Amsterdam-Centrum (1960)
- Brug 705 (Viaduct over Johan Huizingalaan), Amsterdam Nieuw-West (1962)
- M.S. Vaz Diasbrug (238), Amsterdam-Centrum (1964)
- Brug 131, Amsterdam-Centrum (1963-1965)
- Latjesbrug (50), Amsterdam-Centrum (1968)
- Meeuwenpleinbrug (491), Amsterdam-Noord (1968)
- Walter Süskindbrug (237), Amsterdam-Centrum (1972)
- Theophile de Bockbrug (360), Amsterdam-Zuid (1975)
- Liesbeth den Uylbrug (834), Amsterdam-Zuid (1960)
- Brug 970, Amsterdam-Noord (1983)
- Brug Uilenstede, brug in Amstelveen op de grens met Amsterdam

## Gebouwen
- Brugwachtershuisjes, onder meer bij de Hortusbrug en Westerdoksluis
- Een witte villa ("droomhuis"[1]) in Bergeijk (1958)

## Beelden

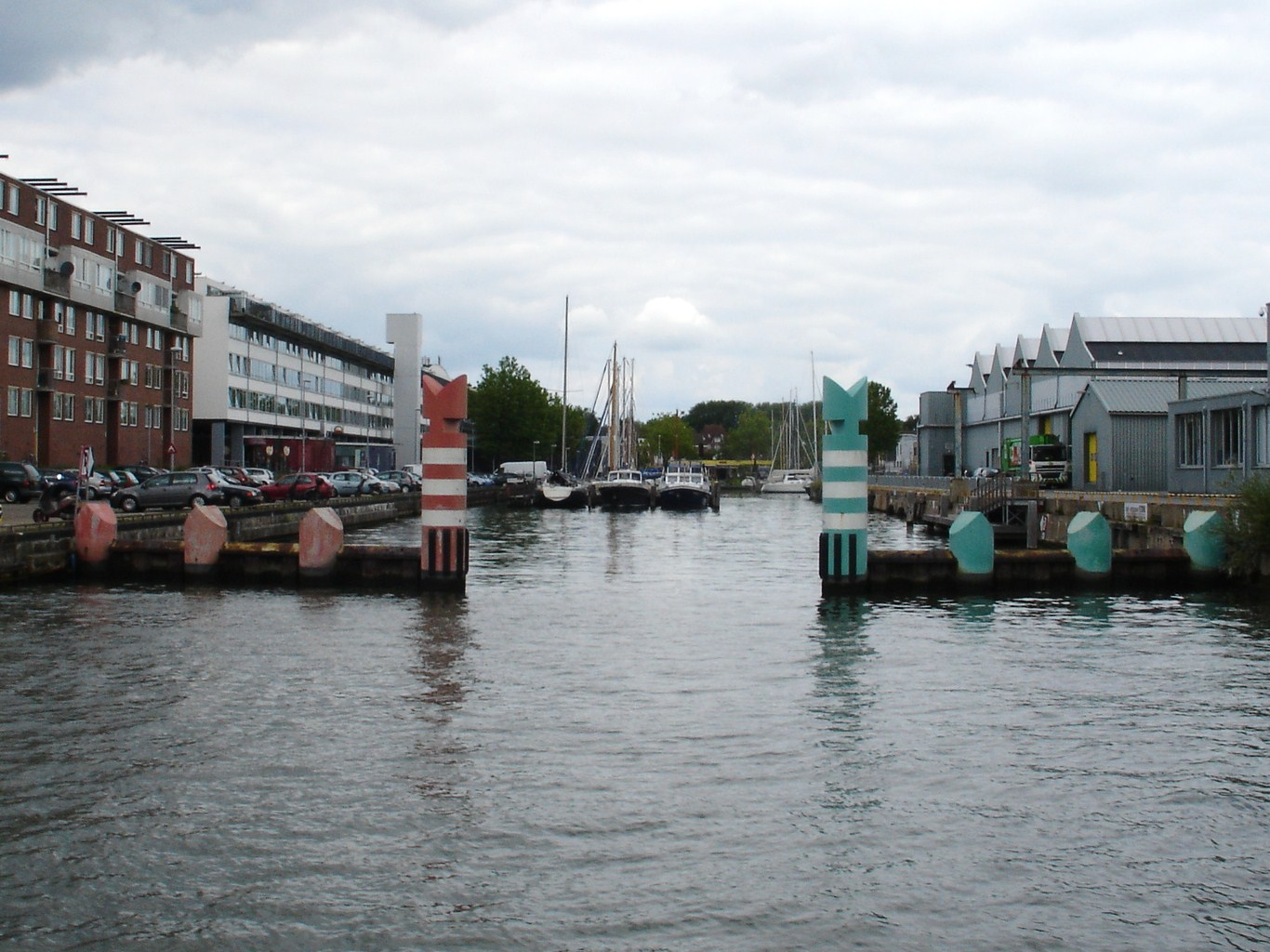
Golfbreker jachthaven Aeolus

- Golfbreker jachthaven Aeolus, Amsterdam-Noord (1995)

- RKD-Nederlands Instituut voor Kunstgeschiedenis: 75082